# Petyr Janew
Petyr Janow Janew (bułg. Петър Янев Яньов; ur. 18 lutego 1886 we Garwanowie, zm. 24 kwietnia 1925 w Sofii) – bułgarski polityk i prawnik, działacz Bułgarskiego Ludowego Związku Chłopskiego, minister sprawiedliwości (1921–1923), minister finansów (1923), deputowany do Zwyczajnego Zgromadzenia Narodowego 18. (1919–1920), 19. (1920–1923) i 20. (1923) kadencji.

## Życiorys
W 1904 ukończył szkołę średnią w Chaskowie. Odbył studia prawnicze na Uniwersytecie Sofijskim i w Genewie. Po studiach pracował jako aplikant w Chaskowie. Brał udział w wojnach bałkańskich i został ranny. W czasie I wojny światowej służył w 10 pułku piechoty. W czasie wojny został aresztowany za udział w demonstracji antywojennej.
W 1908 wstąpił do Bułgarskiego Ludowego Związku Chłopskiego, w 1922 objął stanowisko przewodniczącego komisji kontroli partyjnej. Po zakończeniu wojny działał w organizacjach rolniczych w Haskowie, a w 1920 objął stanowisko prezesa Banku Spółdzielczego. W 1920 uzyskał mandat do parlamentu. W latach 1921–1923 kierował resortem sprawiedliwości i finansów w rządzie Aleksandra Stambolijskiego. Po zamachu w cerkwi Świętej Niedzieli aresztowany przez policję i uduszony przez funkcjonariuszy oddziału Pane Biczewa.